# United Soccer League
Die United Soccer League (USL) ist eine Dachorganisation für mehrere nordamerikanische Fußballligen.
Sie ist der United States Soccer Federation (USSF), der United States Adult Soccer Association (USASA) und dem kanadischen Fußballverband Canadian Soccer Association (CSA) angeschlossen.
Die USL beinhalten die USL Championship, die USL League One und die USL League Two im Herrenfußball. Darüber hinaus organisiert sie die  Juniorenligen (sowohl Frauen als auch Herren bzw. Mädchen und Jungen) Super-20 League (17 bis 20 Jahre) sowie Super Y-League (13 bis 17 Jahre).
Die USL Championship und die USL League One sind professionell, die anderen Ligen sind Halb-professionelle oder Amateurligen.

## Geschichte
Was heute die USL ist, begann 1986 als Southwest Indoor Soccer League. Ab 1989 wurde neben dem Hallenfußball auch eine Freiluftsaison gespielt, die Liga hieß nun Southwest Independent Soccer League. 1990/91 änderte sie nochmals ihren Namen in Sunbelt Independent Soccer League, ein Jahr später dann in United States Interregional Soccer League (USISL). 1995 wurde die Bezeichnung in United Systems of Independent Soccer Leagues geändert und zwei Ligen wurden eingeführt: Die professionelle Pro League und die Amateurliga Premier League. Im folgenden Jahr führte die USISL die Select League ein, die aus den besten Mannschaften der Pro League und der Premier League, in der Hoffnung, von der FIFA als zweithöchste US-amerikanische Fußballliga anerkannt zu werden. 1997 fusionierte die Select League mit der bis dahin unabhängigen A-League zu einer neuen A-League innerhalb der USISL. 1999 änderte die USISL ihren Namen in United Soccer Leagues (USL).
Der Meister der Second Division kann in die First Division aufsteigen, sofern er die Bedingungen der USL und des Verbands USSF erfüllt und Platz in der First Division vorhanden ist. Eine Abstiegsregelung gibt es nicht, es wird aber über eine Einführung nachgedacht.
Der Zuschauerschnitt der USL First Division ist seit 1999 kontinuierlich gestiegen, 2005 lag er bei 4.527 in der regulären Saison und bei 12.498 Zuschauern in den Play-offs.
Die USL wurde am 27. August 2009 von Nike an die Investmentgesellschaft NuRock Soccer Holdings verkauft. Die Folge des Verkaufs war, dass sich viele Mannschaften dazu entschlossen, eine eigene Liga zu gründen. Die neue North American Soccer League, in Anlehnung an die professionelle Fußballliga in den 70er und 80er Jahren, sollte ab der Saison 2010 ihren Ligabetrieb aufnehmen. Aufgrund von Rechtsstreitigkeiten zwischen USL und Vertretern der NASL intervenierte am 7. Januar 2010 die USSF und untersagte vorerst den Ligabetrieb der NASL. Als Kompromissvorschlag wurde der Ligabetrieb der USL First Division vorerst eingestellt und an dessen Stelle die USSF D2 Pro League installiert. Dort gibt es eine USL und NASL Conference mit je sechs Mannschaften. Diese Regelung existiert bislang nur für die Saison 2010.
Am 8. September 2010 gab die USL bekannt, dass ab der Saison 2011 die Ligen USL First Division und USL Second Division zu einer zusammengefasst werden sollen. Die neue USL Professional Division wird aus Mannschaften aus den USA, Kanada und der Karibik bestehen.
2015 wurde die USL Pro in United Soccer League umbenannt. Im selben Jahr stellten die Frauenfußballligen USL W-League und W-20 League, welche unter der Kontrolle der United Soccer Leagues Organisation standen, ihren Betrieb ein.
2017 wurde die United Soccer League als offizielle 2. Liga durch die USSF anerkannt. Im selben Jahr entwickelte die USL die sogenannte USL Division III Liga, aus der später die USL League One entstand. Hiermit bewarb man sich bei der USSF um den Platz der offiziellen 3. Liga des Landes.
Zur Saison 2019 findet eine komplette Strukturänderung der einzelnen Ligen statt. Dieses umfasst sowohl eine Namensänderung, als auch eine Änderung des Auftretens der einzelnen Ligen. Erstmals wird hier auch die USL League One als komplett neue Liga eingeführt.

## Wettbewerbe Männer

### Hallenfußball
- Southwest Indoor Soccer League (1986–1989)
- Southwest Independent Soccer League (1989–1990)
- Sunbelt Independent Soccer League (1990–1991)
- USISL indoor (1991–1996)
- USISL I-League (1996–1998)
- Major Indoor Soccer League (2011–2014)

### Fußball
Aktuell existente Ligen sind FETT markiert.
- Southwest Outdoor Soccer League (1989)
- Southwest Independent Soccer League (1990)
- Sunbelt Independent Soccer League (1991)
- United States Interregional Soccer League (1992–1994)
- USISL Professional League (1995–1996)
- USISL Premier League (1995–1996)
- USISL Select League (1996)
- USISL A-League/USL A-League (1996–2004)
- USISL D-3 Pro League (1997–2002)
- Premier Development Soccer League/ USL Premier Development League/ Premier Development League/ USL League Two[6] (seit 1997)
- USL First Division (2005–2009)
- USL Pro Soccer League (2003–2004)
- USL Second Division (2005–2010)
- USSF Division 2 Professional League (2010)[2]
- USL Pro/ United Soccer League/ USL Championship[6] (seit 2011)
- USL League One[6] (seit 2019)

## Wettbewerbe Frauen
- USL W-League (1995–2015)